# Petar II. Erdődy
Petar II. Erdődy (?, o. 1504. – Jastrebarsko, 26. travnja 1567.), barun i grof, hrvatski ban (1557. – 1567.) i vojskovođa iz velikaške obitelji Erdődy. Obnašao je visoke dužnosti na kraljevskom dvoru, a istaknuo se i kao vojni zapovjednik u protuosmanskim ratovima.

## Životopis
Sin je Petra I. i Sare Bánffy od Lendave. Bio je kraljev dvorjanik, a od 1562. godine nosio je naslov kraljevskog savjetnika. Tijekom turskih osvajanja izgubio je u kolovozu 1545. godine vlastelinstvo i grad Moslavinu kao i ostale posjede u Križevačkoj županiji, zbog čega je preselio kmetove na vlastelinstva Erdődy u Ugarskoj.
Godine 1559. kralj Ferdinand I. potvrdio je Petru II. vlastelinstva Cesargrad, Okić, Lipovac, Jastrebarsko, Želin, Hrastilnicu i druga u Hrvatskoj, a 1561. godine dobio je potvrdu i za vlastelinstvo Vrbovec—Rakovec. Godine 1562. naselio je Hrvate iz Bihaća u Zdenčini, Rakovu Potoku i Hrvatima (Horvatima) na okićkom vlastelinstvu.
Sudjelovao je u protuturskim ratovima. Godine 1545. borio se pod zapovjedništvom bana Nikole Šubića Zrinskog, a 1552. godine je kao krajiški kapetan poharao turske posjede Gradišku na Savi i Veliku. Godine 1557. imenovan je hrvatskim banom te je na toj dužnosti, u travnju 1558. godine, potukao je s generalom Ivanom Lenkovićem Turke koji su bili napali Hrastovicu. U proljeće 1562. godine pobijedio je Turke kod Slatine, a 1565. godine pobijedio je Turke kraj Obreške pri Ivanić Kloštru, nakon čega ga je kralj Maksimilijan II. nagradio grofovskim naslovom.
Za vrijeme opsade Sigeta 1566. godine sprječavao je slanje turskih pojačanja te je porazio Turke kraj Novigrada na Uni i napao Požegu.

## Vanjske poveznice
- Erdődy, Petar II. Hrvatska enciklopedija
- Erdődy, Petar II. Hrvatski biografski leksikon

| Prethodnik:          | Hrvatski ban (1557. - 1567.) | Nasljednik:                                      |
| Nikola Šubić Zrinski | Hrvatski ban (1557. - 1567.) | Franjo I. Frankapan Slunjski Juraj II. Drašković |